# 100,000 Years
"100,000 Years" är en låt framförd av KISS från deras första platta Kiss 1974. Låten är skriven av Paul Stanley och Gene Simmons.
Simmons kom på namnet 100,000 Years efter att läst en bok med namnet 100,000 Years. Från 1973 till 1976 spottade Simmons blod i början till bastonen E. Även Peter Criss omtalade trumsolon spelades under denna låt. Paul Stanley brukade ofta ha ett jam med publiken på några minuter under trumsolot. Där gjorde han även den klassiska micksnurren där han snurrade micken ett antal varv runt halsen. 1976 flyttades både bas och trumsolo till "God of Thunder".